# Saizenay
Saizenay es una localidad y comuna francesa situada en la región de Franco Condado, departamento de Jura, en el distrito de Lons-le-Saunier y cantón de Salins-les-Bains.

## Demografía
| 144 | 121 | 111 | 119 | 112 | 119 | 557 |
| Para los censos de 1962 a 1999 la población legal corresponde a la población sin duplicidades (Fuente: INSEE [Consultar]) |     |     |     |     |     |     |